# 2018 у науці
Ця стаття присвячена головним науковим подіям у галузі науки в 2018 році.
Наприкінці року журнал Science назвав 10 найголовніших подій року:
- Дослідження розвитку генів ембріонів — за процесом можна стежити на клітинному рівні. У майбутньому технологія дозволить контролювати розвиток окремих клітин ембріонів.
- Виявлення в Гренландії під шаром льоду метеоритного кратера діаметром 31 км (див. 14 листопада).
- Аналіз ДНК з кістки дівчинки неандертальсько-денисівського походження — це перший доказ того, що ці два види людей могли схрещуватись (див. 22 серпня).
- Відкриття механізмів, як взаємодіють компоненти клітини для підтримання критично важливих її функцій.
- Розкриття серії вбивств 40-річної давнини за допомогою ДНК-аналізу.
- Відкриття за допомогою методів молекулярної палеонтології належності дикінсоній, які мешкали 500 млн років тому, до первісних тваринних організмів (див. 20 вересня).
- Вперше схвалено ліки, які пригнічують мутовані гени (препарат на основі РНК-інтерференції).
- Відкриття нового способу визначення молекулярних структур невеликих органічних сполук за лічені хвилини.
- За допомогою телескопа GLAST вперше виявлено джерело нейтрино.
- Доповідь про сексуальні домагання щодо жінок в академічному середовищі, яка «дозволила привернути увагу до цієї проблеми».

Головними «провалами» року журнал назвав наступні три події:
- Ускладнення ситуації з глобальним потеплінням.
- Пожежу у Національному музеї в Бразилії, в якому були знищені 15 мільйонів експонатів, багато з яких не мали аналогів (див. 2 вересня).
- Дослідження китайських вчених щодо генетичній модифікації ембріонів людини, до яких виникло багато питань етичного характеру(див. 25 листопада).

## Події

### Січень

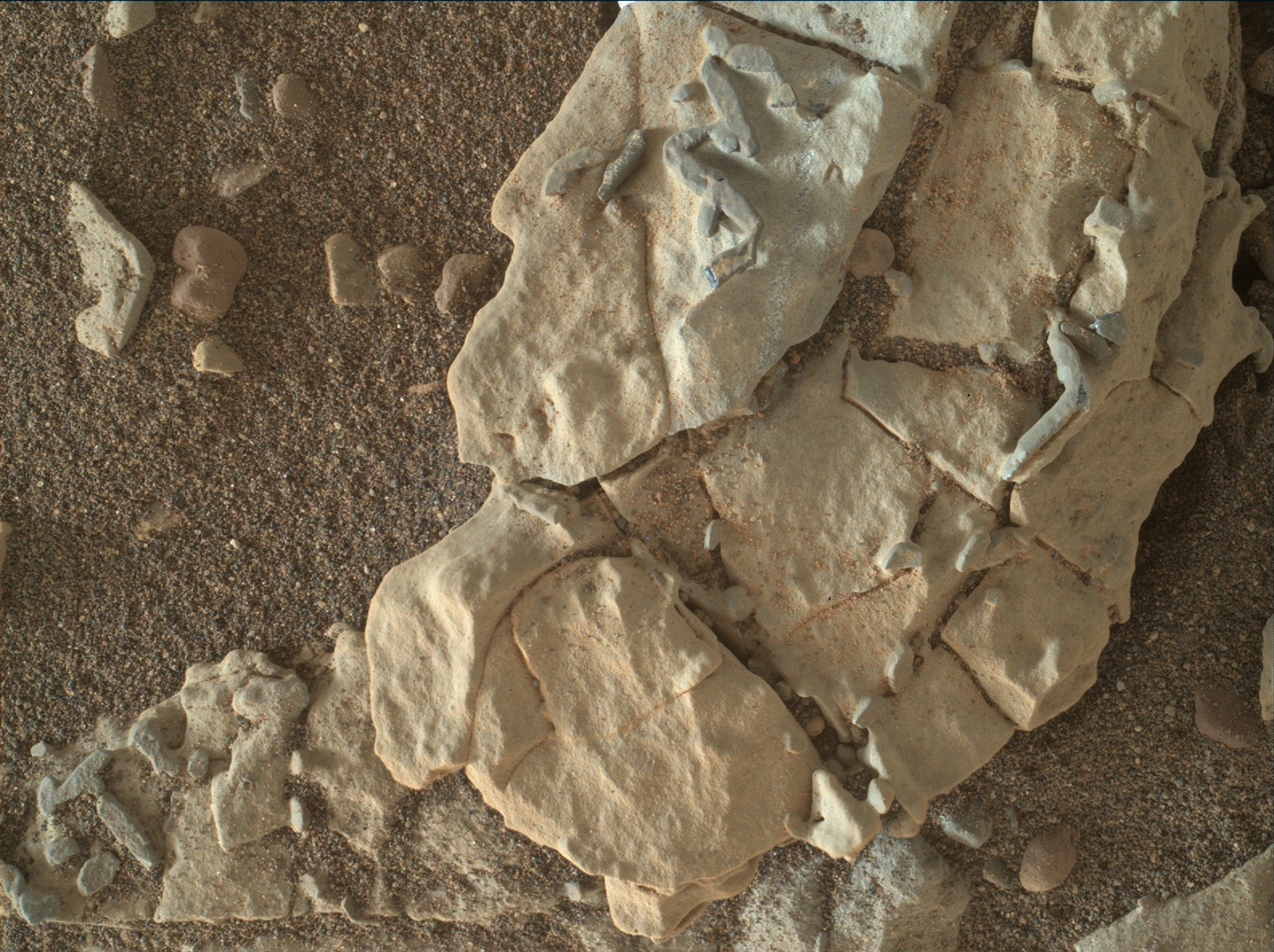
Світлина гірської породи знайдена «К'юріосіті» на Марсі

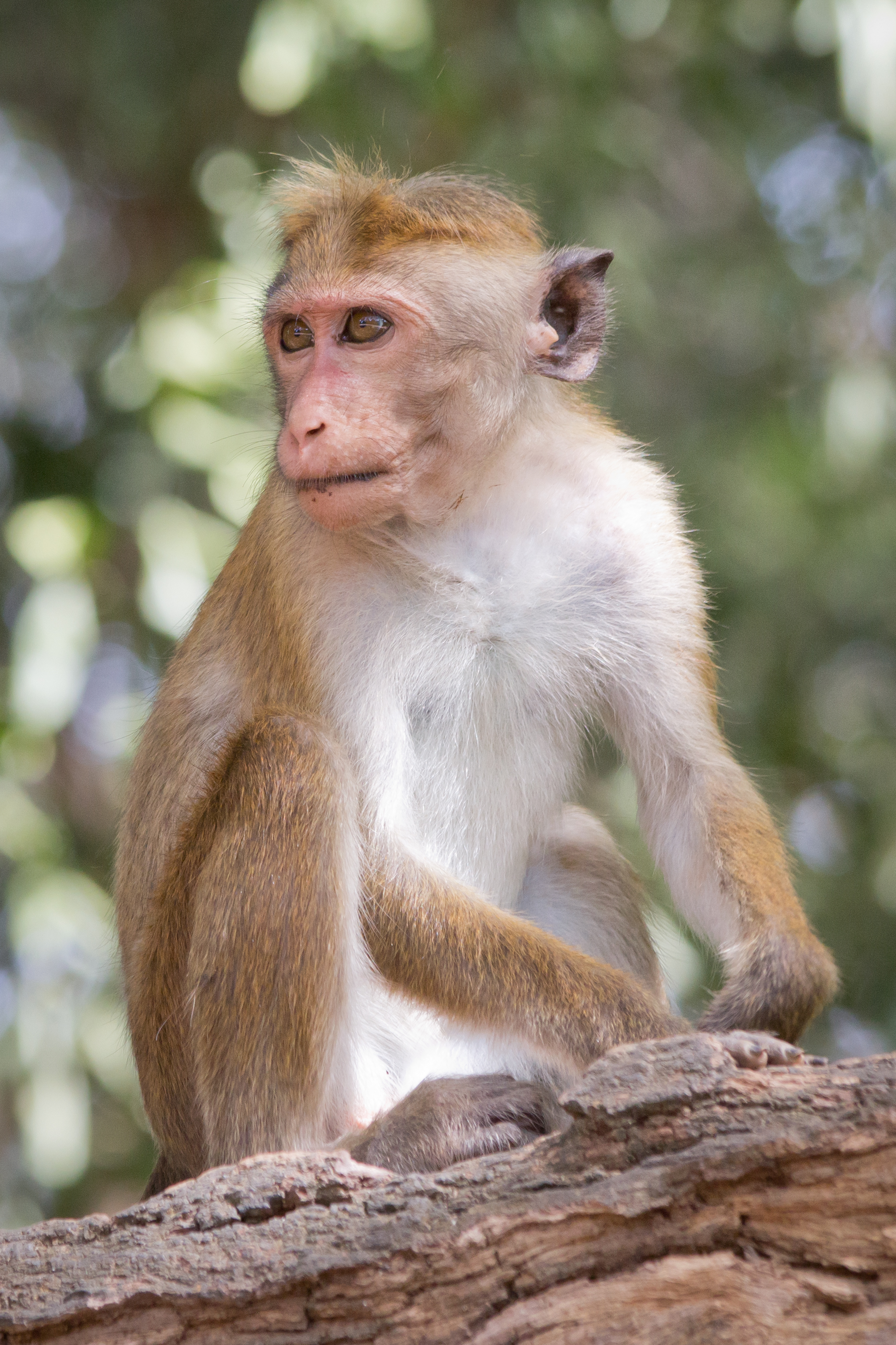
Уперше успішно здійснено клонування макаки.

- 3 січня — італійським вченим вдалося створити першу біонічну руку з відчуттям дотику[3].
- 5 січня — науковці опублікували світлину зроблену «К'юріосіті» на Марсі, де є зображення гірської породи що може мати геологічне або біологічне походження[4][5].
- 9 січня — аналіз знайденого в Єгипті каменю Гіпатія, підтверджує що камінь може бути старшим, ніж Сонячна система[6].
- 10 січня — дослідники з Національного інституту антропології, які працювали над проектом Great Mayan Aquifer (GAM) оголосили що дві печери, Сак-Актун та Дос-Охос, з'єднані між собою. Разом вони утворюють найбільшу в світі підводну печеру, протяжність затоплених тунелів становить близько 347 кілометрів[7].
- 12 січня — дослідники з Геологічної служби США оголосили про відкриття під поверхнею Марса великих запасів водяного льоду[8][9].
- 15 січня:
  - вчені оголосили про винайдення нового виду лемурів — Cheirogaleus grovesi завдяки ДНК-аналізу[10][11].
  - Дослідники японської лабораторії ATR оголосили що розробили штучний інтелект, який може читати думки і відображати те, що людина бачить перед собою[12][13].
- 17 січня:
  - Палеонтологи оголосили про відкриття нового виду динозаврів Caihong juji[14].
  - Інженери Техаського університету в Остіні, у співпраці з вченими Пекінського університету, оголосили про створення пристрою пам'яті завтовшки лише один атом; так званий «атомристор»[15][16].
- 18 січня — дослідники повідомляють про розробку метода аналізу крові (або рідкої біопсії), по ранньому виявленню вісім різновидів ракових пухлин[17][18].
- 22 січня
  - на основі аналізу мінералу циркону вчені довели, що північний схід Австралії 1,7 млрд років тому належав до Північної Америки у складі суперкнтиненту Колумбія[19].
  - Puma concolor couguar офіційно визнана вимерлим підвидом, згідно з розпорядженням, опублікованим у Федеральному регістрі щоденного журналу уряду США[20].
- 24 січня:
  - Китайські вчені вперше створили двох клонованих макак, використовуючи метод пересадки соматичних клітин, яким було клоновано вівцю Доллі. Результати було опубліковано в журналі Cell.[21][22].
  - Вчені з Массачусетського технологічного інституту у водах Атлантичного океану виявили бактеріофаги, що не мають хвоста і містять ДНК, які не вдавалося знайти за допомогою стандартних методів. 18 виявлених вірусів були віднесені до нового порядку Autolykiviridae[23].
- 25 січня — ізраїльські вчені знайшли докази розселення Homo sapiens із Африки на північ через Синай приблизно 185 000 років тому, що приблизно на 80 000 років раніше, ніж вважалося раніше[24]
- 28 січня — канадські дослідники заявили про розшифрування за допомогою штучного інтелекту першого речення Рукопису Войнича[25].
- 28 січня — місячне затемнення[en], яке найкраще було видно в Росії, Австралії, Східній Азії і США[26].
- 31 січня — група учених опублікувала у журналі Nature, новий метод діагностування хвороби Альцгеймера на початковій стадії, по аналізу крові[27]

### Лютий

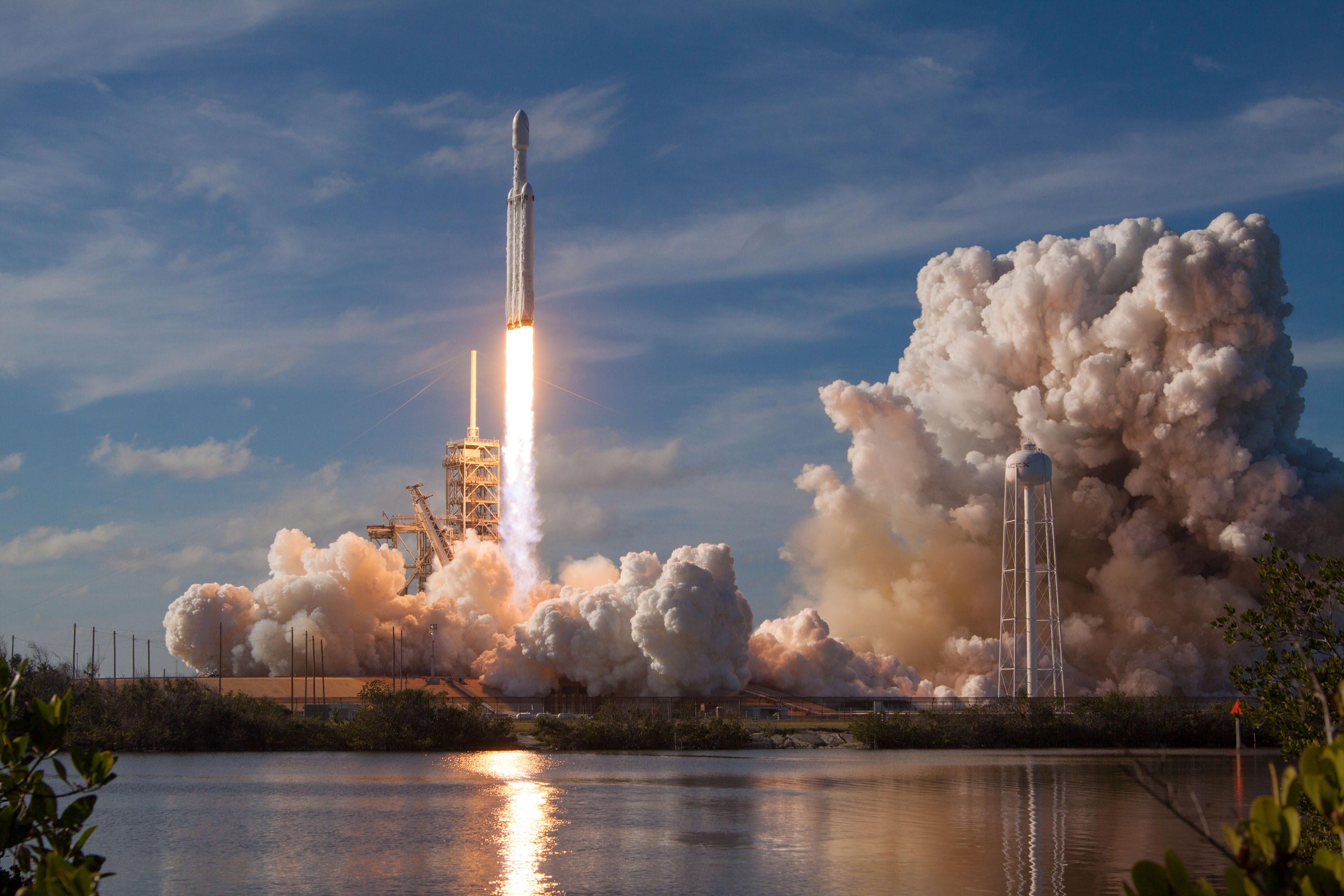
6 лютого, запуск напотужнішої ракети Falcon Heavy

- 2 лютого — у Гватемалі знайдено невідоме раніше місто мая, яке нараховувало близько 60 тисяч різних будівель[28].
- 3 лютого
  - Японське агентство аерокосмічних досліджень (JAXA) здійснило успішний запуск найменшої у світі твердопаливної ракети-носія SS-520-5, яка вивела на орбіту трикілограмовий мікросупутник[29].
  - В Єгипті оголошено про відкриття в Гізі усипальниці знатної жриці, що жила 2,4—2,3 тисячі років до н. е., наприкінці V династії[30].
- 5 лютого
  - Науковці підтверджують наявність щойно відкритої форми води — суперіонічної води[en], яка не зустрічається у природі на Землі, але є на планетах Уран та Нептун[31][32].
  - Астрономам вперше вдалося виявити планети за межами нашої галактики, які існують набагато далі від екзопланет у Чумацькому шляху[33].
- 6 лютого — компанія SpaceX здійснила перший запуск надважкої ракети Falcon Heavy на геліоцентричну орбіту. Дві з трьох ракет першого ступеня успішно повернулися на Змелю[34].
- 9 лютого — вперше в лабораторних умовах вирощено яйцеклітину[35].
- 12 лютого — дослідники з Університету Кобе[en], дослідили вулкан Кікай[en] та визначили, що він може вивергнути 32 км3 лави[36].
- 13 лютого — дослідники з Рокфеллерського університету винайшли новий антибіотик малацидин, здатний вбити резистентні штами бактерій[37].
- 15 лютого:
  - Часткове сонячне затемнення[en], яке можна було спостерігати в Антарктиді і південній половині Південної Америки[38].
  - За допомогою орбітального телескопа «Кеплер» виявлено 95 нових екзопланет[39].
- 16 лютого — учені вперше повідомляють про відкриття нової форми світла, яка може містити поляритони, що може бути корисним для розробки квантових комп'ютерів[40][41].
- 19 лютого:
  - Археологи з Державного університету Колорадо під орудою Кріса Фішера винайшли на південному заході Мексики нове місто держави тарасків[en] — Ангамуко, площею 26 км2[42][43].

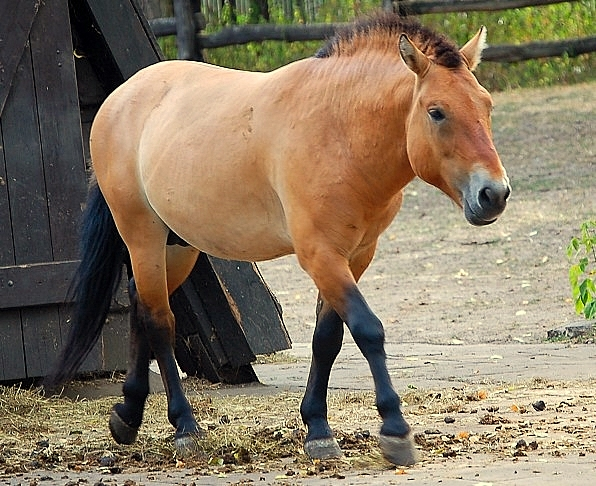
Equus ferus przewalskii

- - Група хіміків із США, Італії і Франції під орудою Сяояна Чжу (Xiaoyang Zhu) з Колумбійського університету отримали перший двовимірний напівпровідник, що складається з пов'язаних між собою атомних кластерів. На відміну від відомих матеріалів, одиничний елемент такого кристала — не окремий атом, а октаедричний атомний кластер з атомів ренію і селену, складу Re6Se8Cl2[44].
- 20 лютого підтверджено спалах найдальшої наднової DES16C2nm, відомої науці на 2018 рік. Вона вибухнула близько 10,5 млрд років тому і була зареєстрована в серпні 2016 р.[45]
- 22 лютого
  - запуск ракети Falcon 9 із двома першими телекомунікаційними супутниками Starlink SpaceX для доступу до високошвидкісного інтернету[46].
  - Генетики припустили що коні Пржевальського є здичавілими нащадками тварин, одомашнених близько 5,5 тисяч років тому в Центральній Азії[47].
- 23 лютого — британські та німецькі науковці винайшли найдавніші відомі наскельні малюнки, віком 64,8—66,7 тисяч років, що зробили неандертальці[48].
- 24 лютого — неподалік від Каїру, Єгипет археологи виявили великий некрополь, часів Птолемеїв, зі скарбами і саркофагами Стародавнього Єгипту[49].
- 26 лютого — вчені з Віденського технічного університету змогли застосувати теорему повернення Пуанкаре[en] до мультичасткової квантової системи[50].
- 27 лютого — вчені з Віденського технічного університету виявили новий стан матерії — «Полярон Рідберга[en]». Екзотичний стан матерії, при якому можуть з'являтися або створювати «гігантські атоми», наповнені дрібнішими атомами. Слабкі зв'язки між цими атомами утворюються при низьких температурах. У результаті вченим вдалося об'єднати два стани матерії. Перший — Конденсація Бозе — Ейнштейна, який утворюється атомами при нульовій температурі. Другий — «Рідбергів атом», в яких електрони обертаються навколо ядра на великій відстані[51].
- 28 лютого
  - Повернення на Землю корабля Союз МС-06 із трьома членами експедицій 53 і 54 на Міжнародній космічній станції[52].
  - Астрономи університету Арізони під орудою Джадда Боумена виявила сліди найперших зірок у Всесвіті, що з'явились близько 180 мільйонів років після Великого вибуху[53][54].

### Березень
- 5 березня

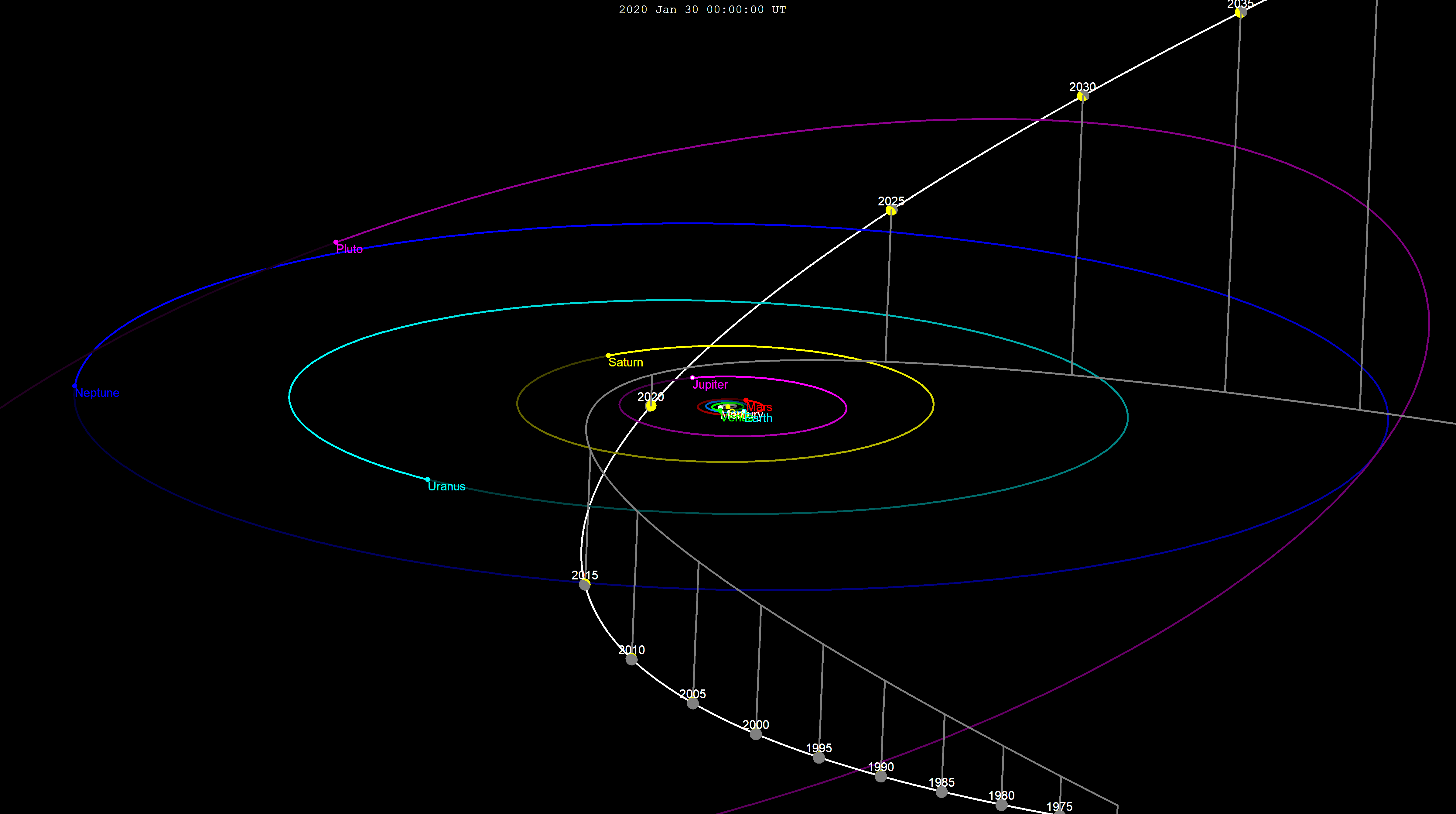
Орбіта A/2017 U7

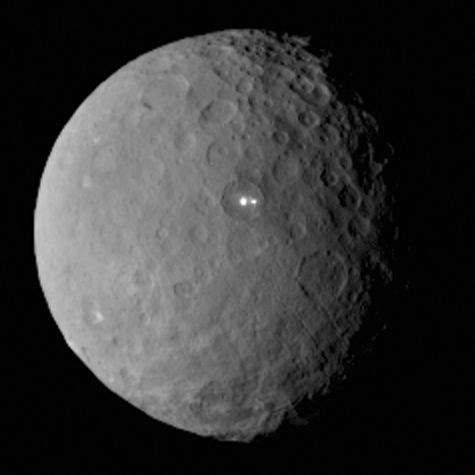
карликова планета Церера

  - Дослідники з MIT оголосили в журналі «Nature» про відкриття надпровідника при кімнатній температурі — «бутерброд» з двох шарів графену, якщо скрутити його під певним кутом, одночасно набуває і ізолюючі, і надпровідні властивості, між якими можна легко переключатися[55][56].
  - Компанія Google оголошує про створення «Bristlecone», найсучаснішого у світі квантового комп'ютерного процесора, що має 72 кубіти[57][58].
- 6 березня — астрономи з проекту Pan-STARRS виявили другий в історії міжзоряний об'єкт A/2017 U7[en], який зблизиться з Сонцем на мінімальну відстань у вересні 2019 року, пролітаючи між орбітами Юпітера і Сатурна[59].
- 7 березня — на відстані 1,445 млн км від Землі пролетів астероїд 2017 VR12[60].
- 8 березня — науковці оголосили про виявлення вперше нової форми льоду — льоду VII, на Землі, яка може бути поширена на супутниках Енцелад, Європа та Титан[61][62].
- 15 березня — вчені на базі даних, зібраних апаратом Dawn, отримали нове підтвердження гіпотези, що карликова планета Церера досі залишається геологічно активним тілом[63].
- 18 березня — астрономи з Іспанії та Британії в результаті спостережень за самими незвичайними кометами виявили перші сліди зірки (Зоря Шольца), що пролетіла через Сонячну систему (Хмара Оорта) приблизно 70 тисяч років тому, на відстані близько 1,9 світлового року від Сонця[64].
- 21 березня — запуск корабля Союз МС-08 із трьома космонавтами на борту місії МКС-55/56[65].

### Квітень
- 2 квітня:
  - Уламки китайської космічної станції «Тяньгун-1», з якою було втрачено зв'язок у 2016 році, впали в Тихий океан[66].
  - Компанія SpaceX у рамках місії SpaceX CRS-14 відправила космічний корабель Dragon до МКС[67].
- 3 квітня:
  - Палеонтологи знайшли в США останки варана Saniwa ensidens, що мав не два, а відразу чотири ока, два з яких знаходилася на тімені цього ящера і допомагала йому відчувати небезпеку ззаду[68].
  - Астрономи повідомляють про виявлення найвіддаленішої «звичайної» (тобто головної послідовності) зорі, названої Ікар (формально, MACS J1149 Lensed Star 1) на відстані 9 мільярдів світлових років від Землі[69][70].
- 4 квітня — у центрі нашої Галактики виявлено десятки чорних дір; вчені припускають, що їх має бути більше — до десяти тисяч[71].
- 5 квітня:
  - Офіційно описано новий клас природних антибіотиків — Оділорхабдин[en][72].
  - На плато Наска та плато Пальпа відкрито нові геогліфи[73][74].
  - Палеонтологи оголосили про відкриття нових видів:
    - орнітомімозавра — Arkansaurus fridayi[75]
    - тріасової рептилії — Colobops noviportensis[76]
    - сирени — Sobrarbesiren cardieli[77]
    - архозавра — Mandasuchus tanyauchen[78]
- 6 квітня — археологи розкопали на території Єгипту, біля оази Сива, руїни греко-римського храму[79].
- 9 квітня — дослідники знайшли фалангу пальця Homo sapiens віком 85 тисяч років у регіоні Аль-Вуста в пустелі Нефуд на півночі Саудівської Аравії[80].
- 10 квітня — герпетологи винайшли в карстових печерах національного парку Сай-Йок у Таїланді новий вид жаб Siamophryne troglodytes[81].
- 18 квітня — за допомогою ракети Falcon 9 здійснено запуск космічного телескопу TESS, розробленого НАСА і призначеного для пошуку екзопланет[82].
- 26 квітня — офіційно введено в дію японський колайдер SuperKEKB[83].
- 27 квітня — вчені визначили вік Шигірського ідола — 11,6 тисяч років[84].

### Травень
- 2 травня
  - Зоологи знайшли у Мексиці 4 екземпляра Dipodomys gravipes[en], що вже 30 років вважався вимерлим, а також Microtus californicus huperuthrus та Xerospermophilus tereticaudas apricus, що також вважались вимерлими[85].
  - Археологи винайшли свідоцтва найдавнішої діяльності людей на Філіппінах, острів Лусон, вік знайдених знарядь 700 тис. років[86].
  - Вперше у планети, що знаходиться за межами Сонячної системи, виявлено в атмосфері гелій. Планета розташована в системі WASP-107[87].
- 3 травня — голландським ученим вдалося створити ембріони мишей зі стовбурових клітин[88].
- 5 травня — НАСА за допомогою ракети-носія Atlas V запустило на Марс зонд InSight[89].
- 8 травня — археологи знайшли в Єгипті гробницю головнокомандувача Іврія часів Рамзеса II (1500 до н. е.)[90]
- 11 травня — SpaceX успішно запустила вдосконалену ракету-носія Falcon 9 Block 5 із бангладешським супутником Bangabandhu-1[91].
- 21 травня — астрономи оголосили про розкриття походження астероїда-супутника планети Юпітер 2015 BZ509 — він був колись міжзоряним астероїдом[92].
- 22 травня — хіміки описали новий фундаментальний тип просторової ізомерії — акамптізомерію[93].
- 22 травня — зоологи виокремили з виду Andrias davidianus п'ять нових видів[94].
- 30 травня — палеонтологи Бристольського університету опублікували в журналі «Nature» про відкриття найстарішої з відомих викопних тварин з ряду лускаті. Це 240-мільйонів-річна скам'янілість — Megachirella wachtleri (середній тріасовий період, італійські Альпи)[95][96].

### Червень
- 4 червня — на конференції LHCP2018 було повідомлено, що на Великому андронному колайдері проведено найбільш точне вимірювання механизму Хіггса. Фізики колаборацій ATLAS і CMS впершу змогли зі статистичною достовірністю зафіксувати народження бозона Хіггса та пари топ-кварк і топ-антікварк[97][98].
- 5 червня — американські біологи вперше отримали в лабораторних умовах синтетичний пріон людини[99].
- 6 червня — запуск космічного корабля «Союз МС-09» із трьома космонавтами-учасниками експедицій 56/57 до МКС[100].
- 7 червня — НАСА повідомило про виявлення метану в гірських породах Марса за допомогою «К'юріосіті», що може слугувати підтвердженням існування життя на Марсі[101].
- 8 червня — у США почав працювати найпотужніший у світі суперкомп'ютер Summit[102].
- 15 червня — вперше зафіксувано викид матерії з чорної діри, яка поглинула зірку з галактики Arp 299[103].
- 19 червня — померла горила Коко, яка була здатна сприймати на слух і розуміти близько двох тисяч англійських слів[104].
- 22 червня — у стародавній гробниці в Китаї знайшли кістки невідомої науковцям мавпи. Вимерлий примат із родини гібонових отримав назву Junzi imperialis. Припускають, що люди знищили популяцію цих приматів ще кілька століть тому[105].
- 27 червня — японський космічний зонд «Хаябуса-2» долетів до астероїда Рюґу, щоб зібрати зразки, які можуть дати підказки про народження Сонячної системи та походження життя[106].

### Липень

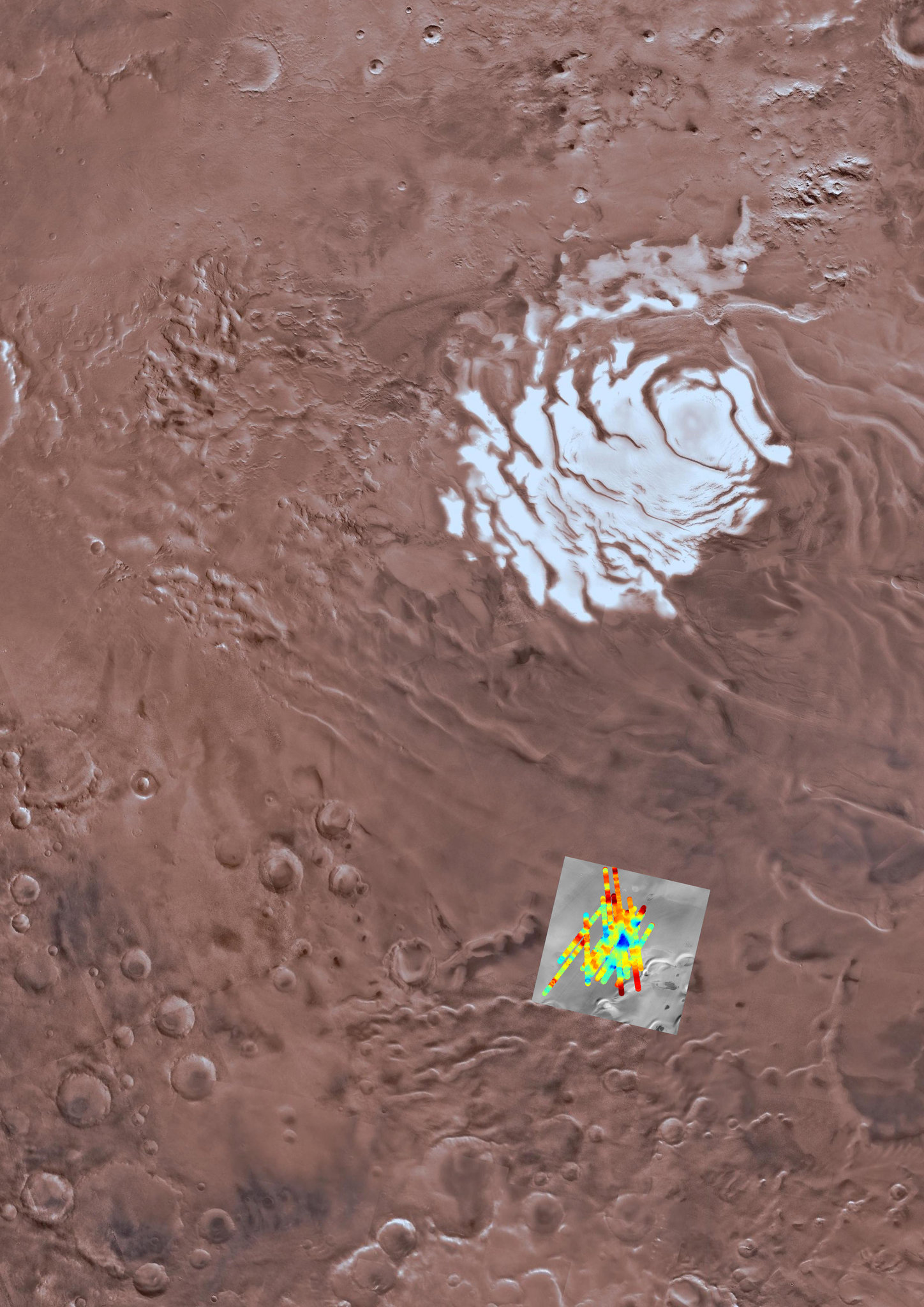
25 липня: Фотографія з радара MARSIS озера під льодом на Марсі

- 2 липня — повністю розшифровано геном коали сірого[107].
- 13 липня — часткове сонячне затемнення[en], яке можна було спостерігати в Австралії, на о. Тасманія та в Антарктиді[108].
- 15 липня — Міжнародна комісія зі стратиграфії переглянула хронологію нашої планети. Вперше виділено мейгалейську добу, що охоплює останні 4200 років історії Землі[109].
- 18 липня — астрономи відкрили 12 нових супутників Юпітера. Один з виявлених об'єктів має незвичайну нестабільну орбіту[110].
- 25 липня — за допомогою радара MARSIS на Марсі біля південного полюсу під шаром льоду завтовшки 1,5 км виявлено озеро з рідкою водою розміром близько 20 км. Це перша відома постійна водойма на Марсі[111][112].
- 27 липня — повне місячне затемнення (найдовше у ХХІ столітті) та велике протистояння Марса (вперше з 2003 року). Обидва явища відбулися в один час і в одній точці на небі, що відбувається раз у 25 тис. років[113].

### Серпень
- 8 серпня — на основі філогенетичного аналізу встановлено, що Stromatoveris psygmoglena, які домінували в океанах едіакарію півмільярда років тому, належали до царства тварин[114].
- 11 серпня — часткове сонячне затемнення[en], що було видно в Північній і Західній Азії, Північній і Східній Європі та на півночі Північної Америки[115].
- 12 серпня — НАСА здійснило запуск зонда Parker Solar Probe для вивчення зовнішньої корони Сонця[116].
- 16 серпня — після 13 річних зусиль повністю розшифровано геном пшениці[117].
- 22 серпня — на основі генетичного аналізу кісток 13-річної самки Денні з Денисової печери, яка жила 90 000 років тому, вчені вперше довели факт гібридизації неандертальців і денисівської людини[118][119].

### Вересень
- 2 вересня — у пожежі в Національному музеї Бразилії згоріли до 20 мільйонів експонатів[120].
- 12 вересня — повідомлено про знахідку набільш ранніх наскельних рисунків людини, вік яких оцінюють у 73 тис. років[121].
- 20 вересня — відкриття молекул холестеролу у викопних дикінсоній дозволило встановити, що ці едіакарські організми, які існували 571—541 млн років тому, були найдавнішими серед нині відомих тварин[122][123].
- 21 вересня — здійснено м'яку посадку на поверхню астероїда 162173 Рюгу двох модулів Rover-1A і Rover-1B міжпланетної станції «Хаябуса-2»[124].

### Жовтень

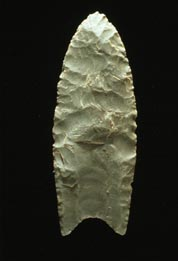
Найстаріша зброя: наконечник спису з Південної Америки, вік якого до 15,5 тис. років (24 жовтня)

- 11 жовтня — аварія пілотованого космічного корабля «Союз МС-10»: через дві хвилини після запуску відбулося аварійне вимкнення двигунів другого ступеня ракети та здійснено екстрену посадку спускного апарата з двома космонавтами. Космонавти живі та почувають себе задовільно[125].
- 17 жовтня — міжнародна команда астрономів виявила найбільшу структуру у Всесвіті — скупчення галактик — галакатичний протокластер, названий Гіперіоном який утворився через два мільярди років після Великого вибуху[126][127].
- 20 жовтня — Європейське космічне агентство запустило міжпланетну станцію BepiColombo для дослідження Меркурія[128].
- 23 жовтня — знайдений наприкінці 2017 року у Чорному морі біля берегів Болгарії давньогрецький корабель офіційно визнано найстарішим уцілілим кораблем в історії. Він пролежав на дні понад 2400 років та на думку вчених є точною копією корабля головного герою Одіссеї Гомера[129].
- 24 жовтня — вчені повідомили про знахідку найстарішої зброї. У Південній Америці знайдено наконечник спису, вік якого оцінюють в 13 500—15 500 років[130].
- 30 жовтня — НАСА оголосило про завершення роботи космічного телескопа Кеплер у зв'язку із вичерпанням запасу палива реактивної системи керування. Замість запланованих 3,5 роки апарат пропрацював 9,5 років, за його допомогою було відкрито понад 2600 екзопланет[131].

### Листопад
- 1 листопада — НАСА оголосило про завершення роботи космічного апарата Dawn у зв'язку із вичерпанням запасу палива реактивної системи керування. Замість запланованих 8 років апарат пропрацював 11 років[132].
- 8 листопада — зонд НАСА Parker Solar Probe встановив рекорди швидкості для штучних об'єктів і мінімальної відстані наближення до Сонця[133].
- 10 листопада — американськими астрономами відкрито карликову планету 2018 VG18. Це перший об'єкт у Сонячній системі, який вдалося виявити на відстані понад 100 а. о.[134]
- 14 листопада:
  - На основі аналізу еволюції генома мікроорганізмів Hemimastix kukwesjijk (Spironemidae) встановлено, що вони є окремою гілкою еукаріот, що істотно відрізняються від представників 5 основних відомих царства організмів[135][136].
  - Під льодовиком Гренландії виявлено метеоритний кратер, діаметр якого сягає 31 км. Він міг утворитися ще 13 тисяч років тому. Це один з 25 найбільших метеоритних кратерів на Землі[137].
- 16 листопада — на 26-й Генеральній конференції мір і ваг у Парижі ухвалене рішення перевизначити чотири основні одиниці SI: кілограм, ампер, кельвін і моль[138].
- 22 листопада — вчені Університету Манчестеру виявили 35 генів, які викликають схильність до розвитку хронічної ниркової недостатністі[139].
- 25 листопада — китайські вчені повідомили про двійню (Лулу і Нана), яким вперше у світі було відредаговано геном. Їхній геном було відредаговано для стійкості від вірусу ВІЛ[140][141].
- 26 листопада — спускний апарат НАСА InSight успішно здійснив м'яку посадку на Марс[142].

### Грудень
- 3 грудня:

Космічний апарат OSIRIS-REx долетів до астероїда Бенну (3 грудня)

  - Знайдено 17 осіб, які успадкували мітохондріальну ДНК від обох батьків[143].
  - Міжпланетна станція OSIRIS-REx досягла астероїда Бенну[144].
  - Запуск пілотованого космічного корабля «Союз МС-11» із трьому учасниками 57/58-ї експедицій до МКС[145].
- 5 грудня — запуск вантажного корабля Dragon місії SpaceX CRS-16 до МКС[146].
- 7 грудня — запущена перша місія до зворотного боку Місяця — «Чан'е-4»[147].
- 8 грудня — учені з Женевського університету виявили в атмосфері гарячого Нептуна HAT-P-11b гелій[148].
- 10 грудня — космічний апарат «Вояджер-2», запущений НАСА у 1977 році, перетнув край геліосфери та увійшов у міжзоряний простір. Першим апаратом, що залишив Сонячну систему був «Вояджер-1» у 2012 році[149][150].
- 17 грудня — аналіз викопних решток дозволи встановити, що пір'я виникло у птерозаврів 250 млн років тому. Це на 70 млн років раніше, ніж вважали до цього[151].
- 18 грудня — аналіз викопних решток рослин, названих Nanjinganthus, дозволи встановити, що перші квіти виникли 180 млн років тому. Це на 50 млн років раніше, ніж вважали до цього[152].
- 20 грудня — повернення на Землю корабля Союз МС-09 із трьома космонавтами на борту (Олександр Герст, Сергій Прокопьєв та Серіна Ауньйон-Ченселлор), учасниками експедицій-56/57[153].

## Нагороди

### Нобелівська премія
- Премію з фізіології або медицини отримали американець Джеймс Еллісон і японець Тасуку Хьондзе за відкриття терапії раку[154].
- Премію з фізики отримали: Артур Ешкін — за розробку лазерних щипців та їхнє використання у біологічних системах; Жерар Муру і Донна Стрікленд — за розробку методів генерації високоефективних, ультра коротких оптичних імпульсів[155].
- Премію з хімії отримали Френсіс Арнольд, Джордж Сміт і Грег Вінтер за «направлену еволюцію[en] ферментів та антитіл»[156].

### Премія за прорив у математиці
- Лауреатами стали Крістофер Хакон з Університету Юти і Джеймс Маккернан з Каліфорнійського університету в Сан-Дієго за внесок у біраціональну геометрію[157].

### Премія за прорив у науках про життя
Присуджено онкологу і нейробіологу Дону Клівленду з Каліфорнійського університету в Сан-Дієго, генетику Джоан Хорі з Інституту біологічних досліджень Солка, а також генетику Кім Несміту з Оксфордського, Пітеру Волтеру з Каліфорнійського університету в Сан-Франциско і Кадзутосі Морі з Кіотського університету.

### Премія з фундаментальної фізики
- Команда з 27 учених США, задіяних у проекті WMAP, присвяченому створенню карти реліктового випромінювання у Всесвіті[157].

### Премія Вольфа
- З математики: Олександр Бейлінсон та Володимир Дрінфельд — за цикл інноваційних робіт з алгебраїчної геометрії, які «мають першорядну важливість» для теоретичної фізики, зокрема теорії струн[158].
- З фізики: Чарльз Беннетт та Жиль Брассар — за квантову криптографію та телепортацію[159].
- З хімії: Омар Ягхі — за відкриття принципово нового напрямку в хімії синтез метал-органічних каркасних сполук та Макото Фудзіте — створення спеціальних наномереж, в порах яких можна кристалізувати біомолекули і потім визначати їх атомарному будову[159].
- З сільського господарств: Джин Робінсон — за «геномну революцію в популяційній біології бджіл»[159].

### Міжнародна премія короля Фейсала[160]
- Наукові роботи з ісламу: Башар Авад
- Арабська мова та література: Чокрі Мабхут
- Медицина: Джеймс Еллісон
- Наука: Джон М. Болл

### Абелівська премія
- Роберт Ленглендс «за прогностичну програму, що пов'язала теорію уявлень з теорією чисел»[161].

### Медаль Волластоназ геології
- Террі Планк[en][162]

## Померли
- 10 лютого — Попович Мирослав Володимирович, 87, український філософ, академік НАН України.
- 18 лютого — Гюнтер Блобель, 81, американський біолог німецького походження, лауреат Нобелівської премії з фізіології або медицини 1999 року.
- 22 лютого — Річард Тейлор, 88, канадо-американський фізик, лауреат Нобелівської премії з фізики 1990 року.
- 9 березня — Джон Салстон, 75, британський біолог, лауреат Нобелівської премії в області медицини або фізіології 2002 року.
- 14 березня — Стівен Гокінг, 76, британський фізик і космолог, популяризатор наукових знань.
- 15 березня — Мамутов Валентин Карлович, 90, український учений-юрист, дійсний член НАН України.
- 19 березня — Стешенко Микола Володимирович, 90, український астрофізик, Академік Національної академії наук України (1997).
- 9 квітня — Петер Грюнберг, 78, німецький фізик, лауреат Нобелівської премії за 2007 рік.
- 7 травня — Возіанов Олександр Федорович, 79, український медик, академік НАН України.
- 26 травня — Алан Бін, 86, астронавт НАСА; один із людей, хто ступав на поверхню Місяця.
- 2 червня — Пол Бойєр, 99, американський хімік, лауреат Нобелівської премії з хімії 1997 року.
- 29 червня — Арвід Карлссон, 95, шведський фармаколог, лауреат Нобелівської премії з фізіології або медицини 2000 року.
- 23 вересня — Чарльз Куен Као, 84, китайський, британський і американський інженер-фізик, лауреат Нобелівської премії з фізики (2009).
- 3 жовтня — Леон Ледерман, 96, американський фізик, професор, лауреат премії Вольфа з фізики (1982), лауреат Нобелівської премії з фізики (1988).
- 9 жовтня — Томас Стейц, 78, американський вчений-кристалограф, лауреат Нобелівської премії з хімії (2009).
- 19 жовтня — Сімомура Осаму, 90, японський та американський хімік, біохімік лауреат Нобелівської премієї з хімії (2008).
- 9 грудня — Ріккардо Джакконі, 87, американський астрофізик італійського походження, лауреат Нобелівської премії з фізики (2002).